# Trechispora polygonospora
Trechispora polygonospora är en svampart som beskrevs av Ryvarden 1975. Trechispora polygonospora ingår i släktet Trechispora och familjen Hydnodontaceae.   Inga underarter finns listade i Catalogue of Life.